# Янковский, Иван Васильевич
Иван Васильевич Янковский (род. ?, Тверь — ум. ?) — второй тверской городской голова. В должности с 1779 года по 1782 год.

## Биография
Родился в Твери в купеческой семье. Службу в гражданских органах управления начал заседателем в губернском магистрате в 1776—1779 г.
17 января 1779 г. был избран тверским городским головой. Этот пост он занимал с 1779 по 1782 год.
С 1782 по 1785 гг. был заседателем в словесном суде.
Сохранился документ о присвоении Янковскому И. В. звания именитого гражданина «Каковыми своими службами оныя Волковы и Янковский заслужили себе название права ИМЕНИТЫХ ГРАЖДАН, ибо в городовом положении статьями 67 и 132 высочайше узаконено : ИМЕНИТЫЕ ГРАЖДАНЕ суть те, кои, проходя по порядку службу городскую и получив уже вторично, отправили службу мещанского заседателя словесного суда или губернского магистрата или бургомистра или Градского головы с похвалою, под которые статьи они, Волковы и Янковский, прямо подходят..»